# Bokermannohyla flavopicta
Bokermannohyla flavopicta es una especie de anfibio anuro de la familia Hylidae.

## Distribución geográfica
Esta especie es endémica del estado de Bahía en Brasil. Se encuentra en el suroeste de Chapada Diamantina.

## Publicación original
- Leite, Pezzuti & Garcia, 2012: A new species of the Bokermannohyla pseudopseudis group from the Espinhaço Range, Central Bahia, Brazil (Anura: Hylidae). Herpetologica, vol. 68, n.º 3, p. 401-409.[3]